# Economia do Mónaco
A economia do Mónaco está intimamente ligada  à da França, usando o euro como moeda (embora euros monegascos tenham sido cunhados em pequenas quantidades, sendo principalmente itens de coleção). A sua principal fonte de renda  provem de seu turismo, como, por exemplo, a temporada de Fórmula 1.
Além das finanças, a economia monegasca é movimentada em grande parte pelo setor imobiliário: as duzentas empresas de construção civil são a força motriz da economia.
O turismo é uma das mais importantes fontes de renda do país. O setor hoteleiro é dinâmico: 2.500 quartos que recebem, ao ano, 225 mil visitantes.
O Estado mantém monopólios em inúmeros sectores, incluindo o tabaco e os serviços postais. O serviço telefônico de Mónaco (Monaco Telecom) do qual o estado detém agora apenas 45%, enquanto os restantes 55% são detidos por ambas Cable & Wireless (49%) e Compagnie monegascos de Banque (6%), ainda é um monopólio.
Mas o maior atrativo de Mônaco é a fama de "paraíso fiscal" do principado: lá, os investidores não estão sujeitos a impostos sobre renda.
Em Mônaco, cultivam-se oliveiras e frutas cítricas em seu pequeno território interior.

## Setor terciário

### Comunicações
Rádio
- Estações de rádio:
  - AM 1;
  - FM 3;
  - Onda curta 8 (1998)
- Nº de rádios: 34,000 [197º of 221]
  - (per capita): 1058.20 por 1000 people [11º em  175]

Telefonia
- Sistema telefónico - Acesso geral: Sistema moderno automático.
- Telefones - Linhas em uso: 34.000 (2005)
  - [167º em 184] (per capita): 965.67 por 1000 hab. [1º em 183]
- Telefones - Fornecedores de serviços: France Télécom.
- Telefones celulares: 17.200 (2005)

Televisão
- N° de canais televisivos: 5 (1998)
- [106º em 180] (per capita): 0.15 por 1000 hab. [5º em 178]
- O canal mais popular é a Telé Montecarlo .
- Television standard - VHF: SECAM L
- Nº de televisões: 25.000
- [172º em 215] (per capita): 778.08 por 1000 hab
- Região DVD: 2

Jornais
Não existem jornais diários publicados no Mónaco. O jornal Nice-Matin, um jornal regional francês, publica uma edição para o Mónaco.

### Transportes
Ferrovias
- total:1.7 km
- standard gauge:1.7 km 1.435-m gauge

Rodovias
- total:50 km
- pavimentados: 50 km
- não pavimentados: 0 km (1996 est.)

Portos

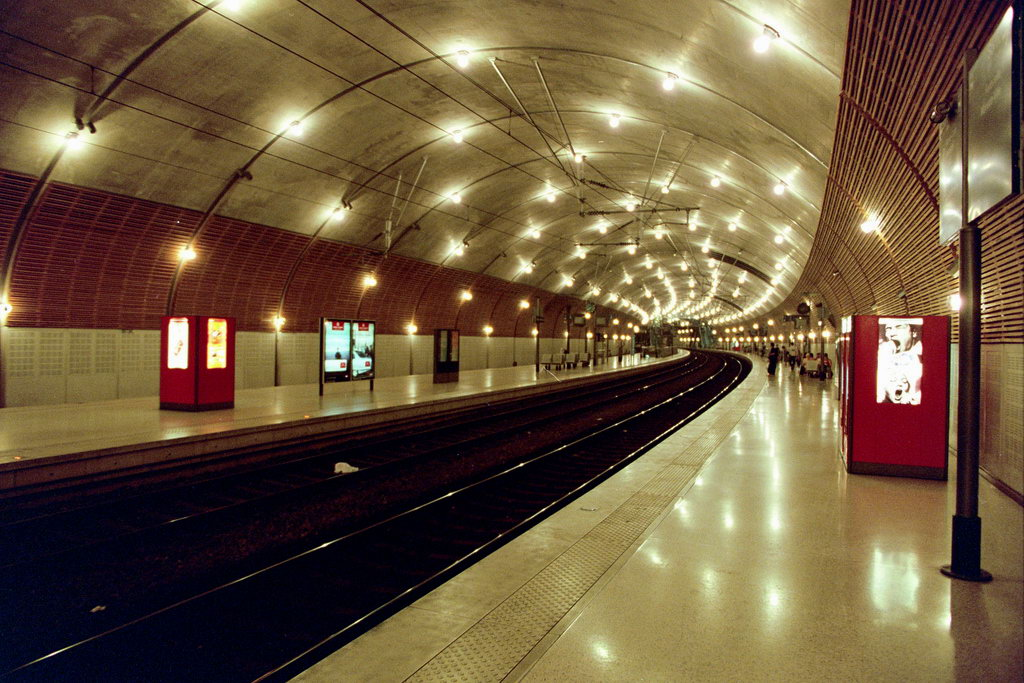
Estaçao de Trem de Mônaco.

- 2 : Hercule (velho) e Fontvieille (novo)
- Marinha mercante: 0 (1999 est.)

Aeroportos
- Está ligado ao aeroporto de Nice França através de helicopter service.

Heliportos
- 1 (serviço entre o aeroporto internacional de Nice e o heliporto de Fontvielle.